# Třída Iver Huitfeldt
Třída Iver Huitfeldt je třída protiletadlových fregat Dánského královského námořnictva. Třídu tvoří celkem tři jednotky, přijaté do služby v letech 2012–2013. 
Derivátem třídy Iver Huitfeldt jsou fregaty Arrowhead 140 britské společnosti Babcock International. Objednala je námořnictva Indonésie, Polska a Velké Británie.

## Stavba
Trupy všech tří jednotek postavila civilní loděnice Odense Staalskibsværft (je významným producentem kontejnerových lodí), přičemž teprve poté plavidla dostala v jiné loděnici vojenské vybavení. Stavba dle komerčních standardů byla zdůvodněna úsporou nákladů. Fregaty se jmenují Iver Huitfeldt (F-361), Peter Willemoes (F-362) a Niels Juel (F-363).
Jednotky třídy Iver Huitfeldt:
| Jméno                   | Založení kýlu     | Spuštěna          | Vstup do služby | Status  |
| ----------------------- | ----------------- | ----------------- | --------------- | ------- |
| Iver Huitfeldt (F-361)  | 2. června 2008    | 11. března 2010   | květen 2011     | aktivní |
| Peter Willemoes (F-362) | 12. března 2009   | 21. prosince 2010 | červen 2011     | aktivní |
| Niels Juel (F-363)      | 22. prosince 2009 | 21. prosince 2010 | červenec 2013   | aktivní |

## Konstrukce

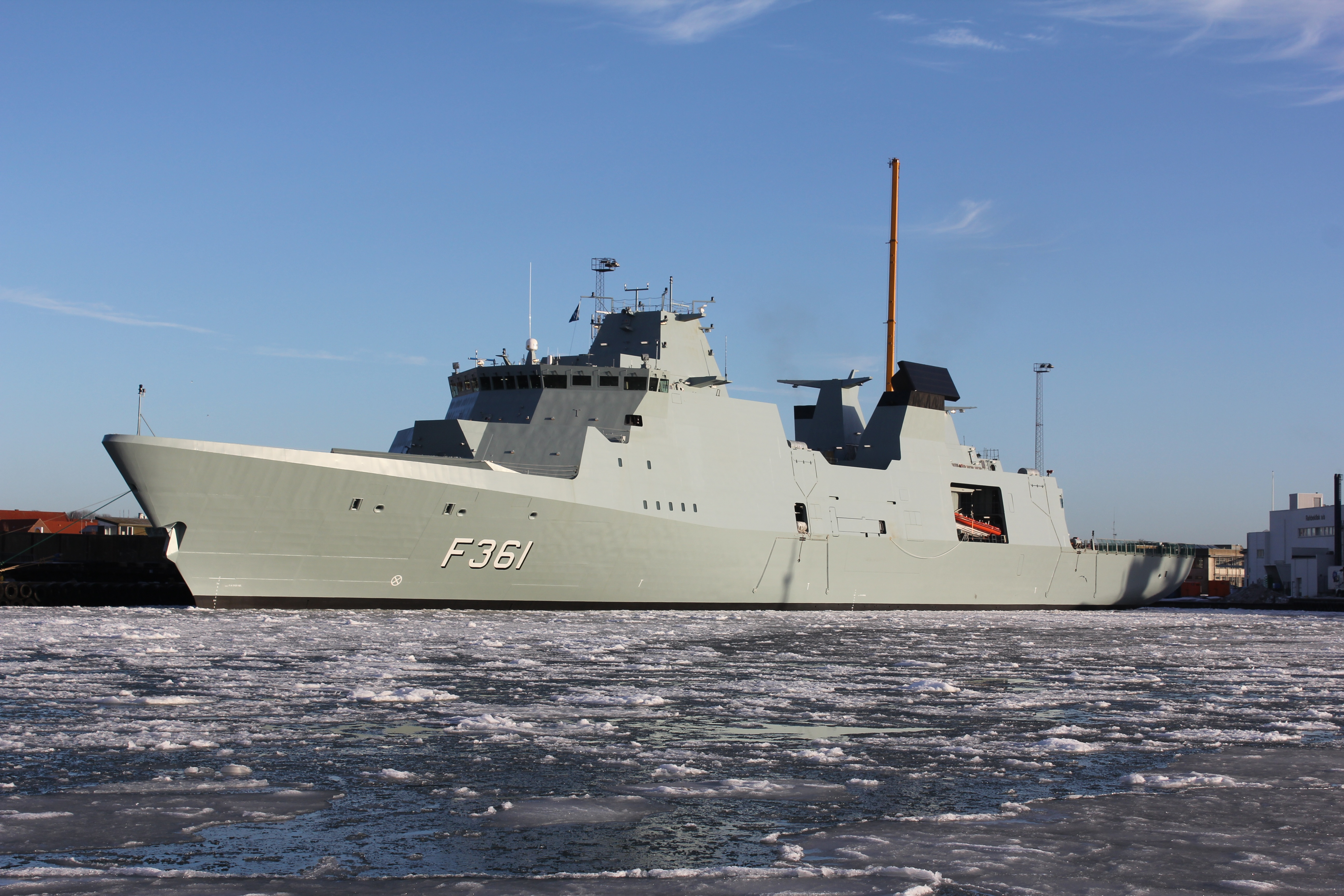
Stav fregaty Iver Huitfeldt v lednu 2011. Nad hlavní nástavbou lodi ještě chyběl radar APAR.

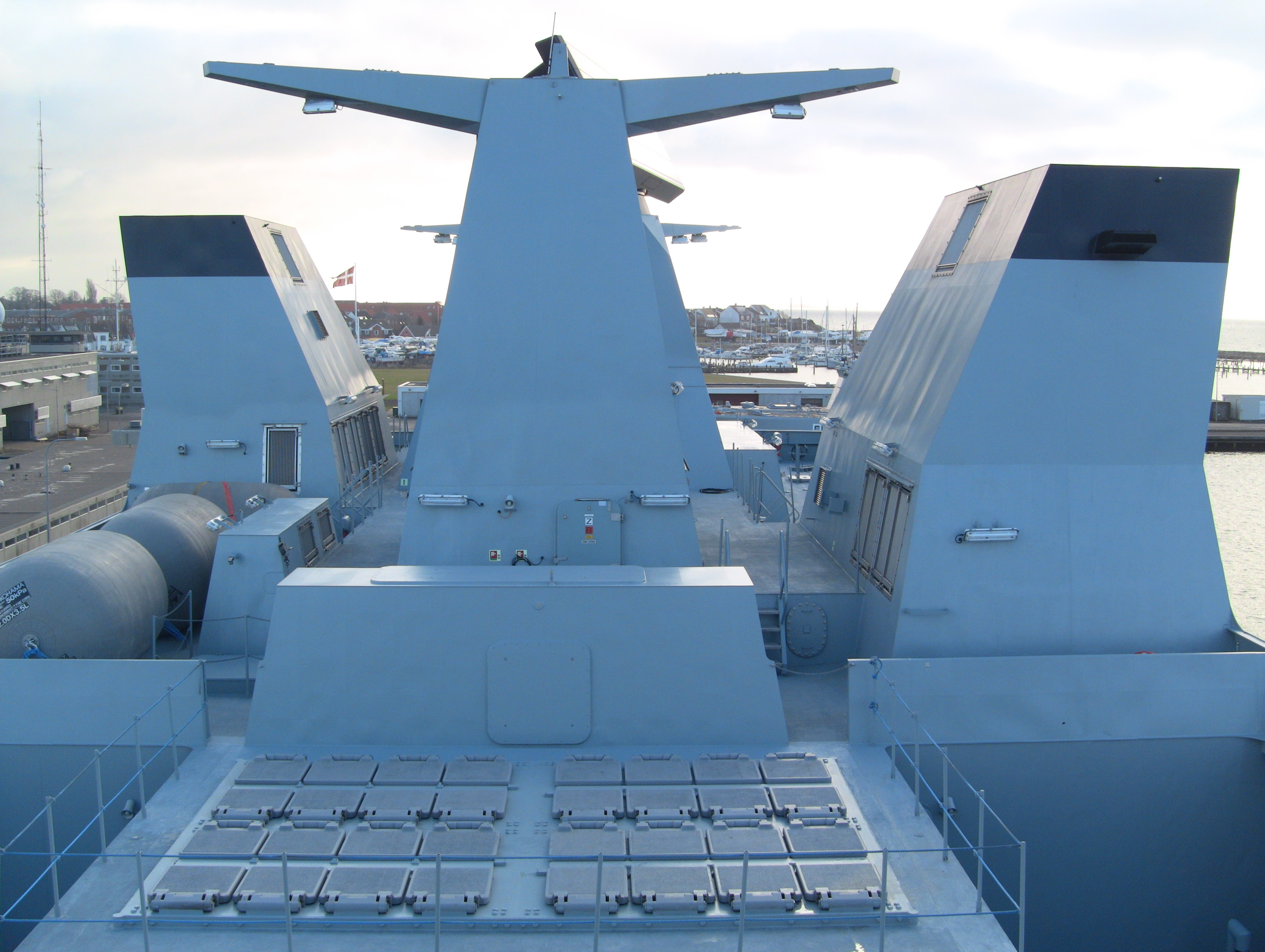
Vertikální odpalovací sila Mk 41

Základní konstrukce trupu lodí se téměř shoduje s konstrukcí dánských víceúčelových velitelských lodí třídy Absalon (rozdíl je v chybějící nákladové palubě). Třída Iver Huitfeldt je ale specializována pro ničení vzdušných cílů, přičemž její protivzdušný systém odpovídá nizozemské třídě De Zeven Provinciën a německé třídě Sachsen (F124). Radary jsou typu Thales SMART-L a APAR.
Na palubě jsou umístěna čtyři osminásobné vertikální odpalovací zařízení Mk 41, ve kterých je umístěno celkem třicet dva protiletadlových řízených střel Standard SM-2 Block IIIA. Tyto střely slouží k prostorové obraně proti vzdušným cílům. Ve středu lodi dále jsou umístěna dvě vertikální vypouštěcí sila Mk 56 pro celkem dvacet čtyři protiletadlových řízených raket RIM-162 ESSM. Střely ESSM jsou určeny k bodové obraně zejména proti protilodním střelám. Vedle nich jsou instalovány čtyři čtyřnásobné vypouštěcí kontejnery Mk 141 protilodních střel Harpoon Block II.
Hlavňovou výzbroj fregat tvoří dvě 76mm kanóny OTO Melara Compact na přídi, které doplňuje jeden 35mm hlavňový systém blízké obrany Oerlikon Millennium na zádi a šest 12,7mm kulometů. Protiponorkovou výzbroj tvoří dvojité torpédomety B515 pro 324mm lehká protiponorková torpéda MU90 Impact. Na zádi je přistávací plocha a hangár pro jeden protiponorkový vrtulník AW101 a jeden bezpilotní prostředek.
Pohonný systém tvoří čtyři diesely MTU 8000 20V M70. Fregaty dosahují nejvyšší rychlosti 28 uzlů.

### Modernizace
V březnu 2025 společnost Kongsberg informovala o dánské objednávce protilodních střel Naval Strike Missile pro fregaty třídy Iver Huitfeldt. Ve výzbroji této třídy nahradí americké protilodní střely Harpoon.

## Služba

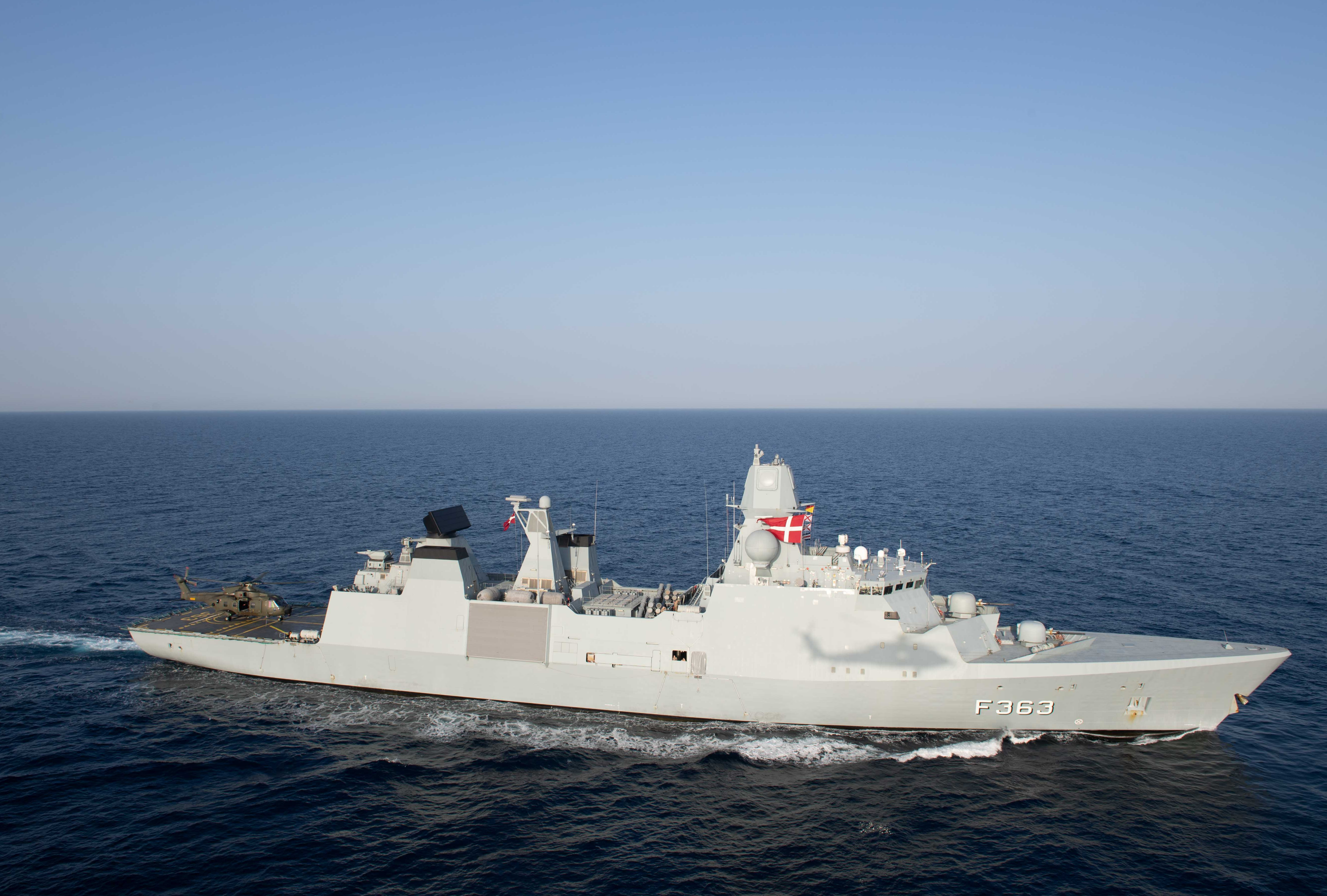
Niels Juel (F-363)

V lednu 2024 byla fregata Iver Huitfeldt (F361) vyslána do Rudého moře, kde se připojila k plavidlům mezinárodní koalice, chránícím v rámci Operace Prosperity Guardian námořní obchod proti útokům jemenských Hútíů.
Dne 9. března 2024 se fregata Iver Huitfeld zapojila do odražení útoku desítek dronů. Kvůli problémům s radarem APAR a bojovým řídícím systémem C-Flex však nemohla použít řízené střely ESSM a zároveň až polovina střel vypálených ze 76mm kanónů selhala, takže vybuchla příliš brzy a blízko lodi. Fregata přesto dokázala zlikvidovat čtyři drony. Po restartu systému protivzdušné obrany se podařilo střely ESSM zprovoznit. Událost v Dánsku vyvolala skandál a stala se předmětem vyšetřování. Operační problémy fregaty byly součástí dlouhodobějších potíží, o nichž se dlouho vědělo. Jejich součástí mohlo být používání staršího vybavení a náhradních dílů z již vyřazených plavidel. Dne 4. dubna 2024 navíc došlo k dalšímu incidentu, kdy během námořního cvičení v průlivu Velký Belt došlo k selhání odpalovacího zařízení protilodních střel fregaty Niels Juel (F-363), patřící rovněž ke třídě Iver Huitfeldt, což si vynutilo k několikahodinovému uzavření celé oblasti pro lodní a leteckou dopravu. V rámci testu bylo odpalovací zařízení aktivováno, ale nedařilo se jej několik hodin opět deaktivovat.
Nasazení fregaty Iver Huitfeld v Rudém moři bylo zkráceno, takže se začala vracet zhruba dva týdny po incidentu. Kvůli nenahlášení problémů s protivzdušnou obranou fregaty rovněž dánská vláda v dubnu 2024 odvolala velitele armády Flemminga Lentfera. V květnu 2024 bylo uvedeno ve zprávě dánské vlády, že potíže začaly v odpalovacím systému raket ESSM, kde po odpálení první rakety došlo k neznámému chybovému stavu. V červenci 2024 dánský ministr obrany uvedl, že problémy, které fregatu Iver Huitfeld postihly v Rudém moři, ještě nebyly vyřašeny. Proto byla odložena nabídka jejího vyslání v roli vlajkové lodě regionálních sil NATO (NATO Standing Maritime Group One, SNMG1).